# John Schmidt (Billardspieler)
John Schmidt (* 12. April 1973) ist ein US-amerikanischer Poolbillardspieler. Er wurde 2012 14/1 endlos-Weltmeister und gewann 2006 die US Open.

## Karriere
1999 erreichte Schmidt beim Derby City Classic den elften Platz im 9-Ball, 2002 wurde er Vierter im One Pocket, 2003 belegte er den 35. Platz im One Pocket. Zudem gewann er 2003 das Sommer-Turnier der Sands Regency Reno Open und wurde Fünfundzwanzigster bei den US Open.
2004 wurde er beim Bankpool-Wettbewerb des Derby City Classic Fünfter. Im One Pocket und im 9-Ball belegte er die Plätze 45 beziehungsweise 48, bei den US Open den 49. Platz.
Beim Derby City Classic 2005 erreichte er den 13. Platz im Bankpool und wurde Sechzehnter im One Pocket. Bei der 9-Ball-WM 2005 schied er in der Vorrunde aus, bei den US Open belegte er den 65. Platz.
Im Bankpool wurde Schmidt beim Derby City Classic 2006 Dreißigster. Bei der 14/1 endlos-WM schied er im Achtelfinale aus. Die US Open gewann er durch einen Finalsieg gegen den Philippiner Rodolfo Luat.
2007 verlor Schmidt im Finale des 14/1-Turniers des Derby City Classics gegen den Finnen Mika Immonen. Bei den BCA Open wurde er Vierter. Im Viertelfinale der 14/1-WM verlor er gegen seinen Landsmann Danny Harriman. Die US Open 2007 beendete er auf dem 65. Platz.
2008 wurde er beim Derby City Classic sowohl im 9-Ball, als auch im 14/1 Dritter. Im Bankpool belegte er den 23., im One Pocket den 58. Platz. Bei der Predator International Championship wurde er Neunter, im Viertelfinale der 14/1-WM verlor er gegen den Niederländer Niels Feijen, bei den US Open belegte er den 33. Platz.
Beim Derby City Classic 2009 gewann Schmidt die One Pocket Challenge, im 14/1 wurde er Dritter und im 9-Ball Fünfzehnter. Bei der Predator International Championship belegte er den 17. Platz.
2010 verlor Schmidt im One Pocket-Finale des Derby City Classic gegen den Kanadier Alex Pagulayan. Zudem wurde er Dritter im 14/1 und Zwölfter im 9-Ball. Beim World Pool Masters 2010 verlor er im Achtelfinale gegen den Kanadier John Morra, bei den US Open belegte er den 65. Platz.
Bei der 14/1-Challenge des Derby City Classic 2011 wurde Schmidt Fünfter, im 9-Ball belegte er den 21. Platz. Bei der 14/1-WM schied er im Sechzehntelfinale aus, bei den US Open wurde er Siebzehnter.
2012 erreichte Schmidt bei der 14/1-Challenge des Derby City Classic den vierten Platz und den 14. Platz im One Pocket. Durch einen Sieg im Finale gegen den Philippiner Efren Reyes gewann er außerdem die 14/1-WM.
2013 verlor er im Halbfinale gegen den späteren Weltmeister Thorsten Hohmann. Außerdem belegte er bei den US Open One Pocket und bei den US Open 10-Ball den 25. Platz.
Beim Derby City Classic 2014 wurde er Neunter in der 14/1-Challenge und erreichte im Bankpool den 25. Platz, im One Pocket den 50. Platz.
Schmidt wurde 2006 und 2014 für den Mosconi Cup nominiert und gewann diesen 2006 mit der amerikanischen Mannschaft, der dafür ein 12:12-Unentschieden reichte.